# 唑美巴占
唑美巴占（英语：Zomebazam）的是一种具有抗焦虑特性的吡唑并二氮杂䓬酮衍生物药物，由霍伊斯特公司生产。它在结构上与雷唑巴占和佐美他平相关。

## 合成

合成：专利：

N,2,5-三甲基-4-苯基二氮烯基吡唑-3-胺CID:136203602 （页面存档备份，存于） (1)在雷尼镍上催化氢化得到4-氨基-1,3-二甲基-5-甲氨基吡唑CID:10219477 （页面存档备份，存于） (2)。用甲基丙二酰氯(3)处理得到4-α-乙氧基羰基乙酰氨基-1,3-二甲基-5-甲氨基吡唑CID:20561101 （页面存档备份，存于） (4)。碱催化内酰胺化得到(5)。戈尔德贝格反应完成了唑美巴占(6)的合成。